# Lispole
Lispole is een plaats in het Ierse graafschap County Kerry.